# Gladys Kuchta
Gladys Kuchta (* 16. Juni 1915 in Chikopee, Massachusetts; † 7. Oktober 1998 in Hamburg) war eine US-amerikanische Opernsängerin (Sopran).

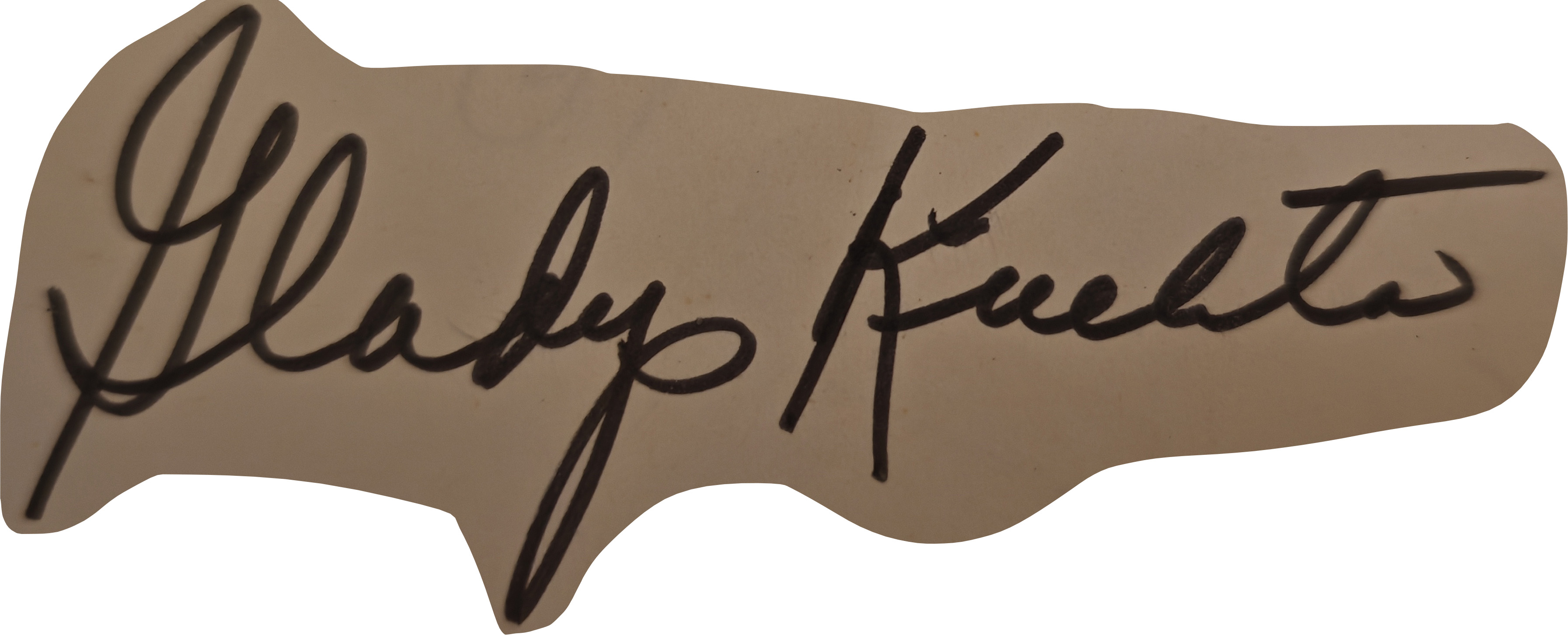
Signatur der Opernsängerin Gladys Kuchta

## Leben
Ihre Familie stammte aus Polen. Sie absolvierte ihre Gesangsausbildung an der Mannes School sowie an der Juilliard School of Music in New York. Eine ihrer Gesangspädagoginnen war Zinaida Lisitchkina. Anfang der 1950er Jahre setzte sie ihre Gesangsausbildung in Italien fort, wo sie 1952 in Florenz als Donna Elvira in der Oper Don Giovanni debütierte. Ein Jahr später übernahm sie ein Engagement am Stadttheater von Flensburg. Von 1954 bis 1958 gehörte sie zum Ensemble des Staatstheater Kassel. Anschließend war sie festes Ensemblemitglied an der Deutschen Oper Berlin. Dort gab die Künstlerin, einen Tag nach ihrem 60. Geburtstag, ihre Abschiedsvorstellung, als Isolde in Tristan und Isolde.
Gladys Kuchta sang auf den großen Opernbühnen dieser Welt u. a. in Wien, London, Dresden, Düsseldorf, Florenz, Stuttgart, München, Bayreuth, San Francisco, Buenos Aires, Edinburgh, Hamburg, Rom, New York, Stockholm, Paris etc. Dabei arbeitete sie mit den großen Dirigenten der Zeit zusammen, allen voran Karl Böhm, Herbert von Karajan, Lorin Maazel und Leopold Ludwig. Die Sopranistin wirkte 1968 an der ersten Studio-Operngesamtproduktion in Farbe für das Fernsehen mit. Sie verkörperte die Elektra in der gleichnamigen Oper von Richard Strauss. Ein weiterer Höhepunkt ihrer internationalen Karriere war das Gastspiel der Deutschen Oper Berlin 1963 in Tokyo. Dort sang sie die erste Isolde im asiatischen Raum.
Neben ihrer Bühnenpräsenz war die Künstlerin weltweit als Lied- und Konzertsängerin engagiert. Ferner war sie als Gesangspädagogin an der Folkwang-Schule in Essen tätig. Zu ihren Schülern gehören Albert Dohmen, Hans-Peter König, Andreas Förster, Vuokko Kekäläinen u. a. m.

## Repertoire (Auswahl)
- Isolde (Tristan und Isolde)
- Elektra, Chrysothemis (Elektra)
- Amelia (Ein Maskenball)
- Brünnhilde (Siegfried)
- Turandot (Turandot)
- Leonore (Fidelio)[1]
- Aida (Aida)
- Sieglinde, Brünnhilde (Die Walküre)
- Brünnhilde (Götterdämmerung)
- Lady Macbeth (Macbeth)
- Abigaille (Nabucco)
- Elsa (Lohengrin)
- Färberin (Die Frau ohne Schatten)
- Giulietta (Hoffmanns Erzählungen)[2]
- Senta (Der Fliegende Holländer)
- Ursula (Mathis der Maler)
- Elettra (Idomeneo)
- Marie (Wozzeck)

## Diskografie
- Fidelio (mit Julius Patzak) Label: Concert Hall (1958) / Nonesuch (1965) (STEREO) / Gala (Mono)
- Elektra (mit Ingrid Bjoner, Regina Resnik, Hans Sotin) Label: Ponto 1968/2003
- Turandot (mit Monserrat Caballé) Label: Premiere Opera 1965
- Staatstheater (UA M.Kagel) Label: DGG 1971
- Hochzeitsträume, Label: DGG/Favorit 1994
- Hoffmanns Erzählungen, Label: DGG/Resonance 1997